# Линфилд (Масачусетс)
Линфилд (енгл. Lynnfield) насељено је место без административног статуса у америчкој савезној држави Масачусетс.

## Демографија
По попису из 2010. године број становника је 11.596, што је 54 (0,5%) становника више него 2000. године.
| Група             | 2000.          | 2010.          |
| Белци             | 11.107 (96,2%) | 10.838 (93,5%) |
| Афроамериканци    | 50 (0,4%)      | 58 (0,5%)      |
| Азијати           | 222 (1,9%)     | 379 (3,3%)     |
| Хиспаноамериканци | 77 (0,7%)      | 202 (1,7%)     |
| Укупно            | 11.542         | 11.596         |